# Rzehakina
Rzehakina es un género de foraminífero bentónico de la subfamilia Rzehakininae, de la familia Rzehakinidae, de la superfamilia Rzehakinoidea, del suborden Schlumbergerinina y del orden Schlumbergerinida. Su especie tipo es Silicina epigona. Su rango cronoestratigráfico abarca desde el Cretácico hasta el Paleoceno.

## Discusión
Clasificaciones previas incluían Rzehakina en el suborden Textulariina del Orden Textulariida o en el orden Lituolida. También ha sido incluido en el suborden Rzehakinina y en el orden Rzehakinida, aunque estos taxones han sido considerados sinónimos posteriores de Schlumbergerinina y Schlumbergerinida respectivamente.

## Clasificación
Rzehakina incluye a las siguientes especies:
- Rzehakina advena †
- Rzehakina epigona †
  - Rzehakina epigona lata †
- Rzehakina fissistomata †
- Rzehakina inclusa †
- Rzehakina lata †
- Rzehakina macilenta †
- Rzehakina minima †
- Rzehakina operta †
- Rzehakina sakhalinika †
- Rzehakina sogabei †
- Rzehakina spiroloculinoides †
- Rzehakina uryuensis †
- Rzehakina venezuelana †